# Bernhard Ycart
Bernhard Ycart (geboren vor 1470; gestorben nach 1480) war ein spanischer Komponist, Sänger und Kleriker der frühen Renaissance, der in Italien gewirkt hat.

## Leben und Wirken
Bernhard Ycart stammte aus der Diözese Tortosa (Provinz Tarragona). Weder seine Geburts- noch seine Sterbedaten konnten bisher von der musikhistorischen Wissenschaft ermittelt werden. Überliefert sind außer seinen Werken nur gewisse Belege mit gesicherter Jahreszahl, in denen sein Name vorkommt. So ist er erstmals erwähnt im Jahr 1478 als Sänger am Hof von König Ferdinand I. in Neapel, das damals zum Königreich Aragon gehörte; für den Fall, dass sich der Name Picchart auf ihn bezieht, ist es möglich, dass er sich dort schon 1476 aufhielt. Am 27. Oktober 1478 erhielt er die päpstliche Zusprechung einer Pfründe; er wird hier als Kleriker aus der Diözese Tortosa bezeichnet. Im gleichen Dokument wurde ihm das Amt eines Abts am Kloster Santa Maria del Pendino in der Region Basilicata „in commendam“ (auf Empfehlung) zugesichert. Zuletzt wurde Ycart in einer Liste der Sänger am neapolitanischen Hof vom 25. oder 27. Oktober 1480 aufgeführt; sein Name steht hier gerade vor dem von Johannes Tinctoris.

## Bedeutung
Der Hof in Neapel verzeichnet in den 1470er und in den 1480er Jahren ein blühendes musikalisches Leben; außer Ycart wirkten hier weitere Komponisten mit. Der Biograf des Musiktheoretikers Franchinus Gaffurius, Pantaleone Malegolo, berichtet von Diskussionen über musiktheoretische Themen zwischen Gaffurius und Ycart. Von Ycart selbst gibt es jedoch keine musiktheoretischen Schriften. Er wird aber in dem Dialogus in arte musica von John Hothby erwähnt, außerdem in der Schrift Tractatus practicabilium proportionum (um 1482) von Gaffurius. Darüber hinaus lässt auch die gemeinsame Überlieferung von Werken Hothbys und Ycarts vermuten, dass Ycart zu diesem norditalienischen Kreis gehörte.
Die Magnificat-Vertonungen und die Messensätze Ycarts sind wahrscheinlich schon vor seinem Aufenthalt in Neapel entstanden, weil sie in einem Teil des Codex Faenza überliefert sind, der von Johann Godendach 1473/74 geschrieben wurde. In dem Magnificat sexti toni wird der gleiche freie Cantus firmus verwendet wie in den Messensätzen dieser Handschrift; hier liegt ein frühes Beispiel für die Parodietechnik vor, die dann im 16. Jahrhundert zur Blüte kam. Dagegen waren die ausgedehnten Lamentationen von Bernhard Ycart ziemlich sicher für die Feiern der Karwoche bestimmt, die zu dieser Zeit in Neapel aufwendig begangen wurden. Seine weltlichen Stücke können ihm nur durch sein Namenskürzel auf dem Manuskript zugeschrieben werden. Ycarts Musik war eine gewisse Zeit im Umlauf, was dadurch bezeugt wird, dass zwei seiner Lamentationen im Jahr 1506 von dem Verleger Ottaviano dei Petrucci veröffentlicht wurden.

## Werke
- Geistliche Werke
  - Kyrie und Gloria zu vier Stimmen
  - Magnificat primi toni zu drei Stimmen
  - Magnificat secundi toni zu vier Stimmen
  - Magnificat sexti toni zu vier Stimmen
  - Motette „O princeps Pilate“ zu vier Stimmen
  - Lamentation „Quomodo sedet“
  - Lamentation „Quomodo obtexit“
  - Lamentation „Recordare Domine“
  - Missa „De amor tu dormi“ (verloren)
  - Missa „Voltate in qua“ (verloren)
- Weltliche Werke
  - Chanson „Non toches a moy“ zu vier Stimmen
  - „Pover me mischin dolente“
  - „Se io te o dato“
  - textloses Stück